# St. Kilian (Letmathe)

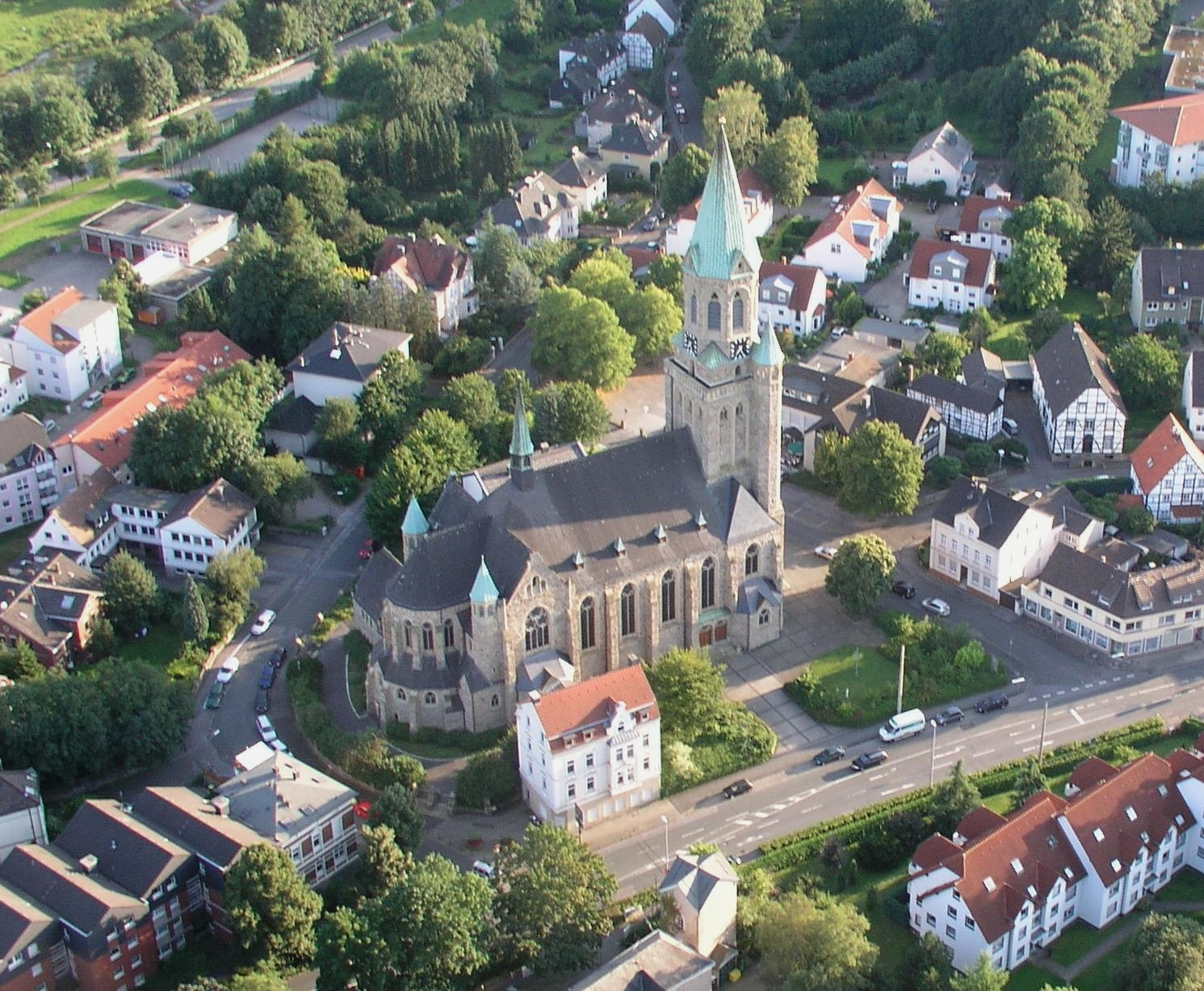
Pfarrkirche St. Kilian

Die römisch-katholische Pfarrkirche St. Kilian in Iserlohn-Letmathe ist eine neugotische Hallenkirche im Märkischen Kreis in Nordrhein-Westfalen. Im Volksmund wird St. Kilian auch „Kiliansdom“ oder „Lennedom“ genannt. Die heutige Kirche ist die größte Hallenkirche im Märkischen Kreis und Sitz des Pastoralverbundes.

## Geschichte

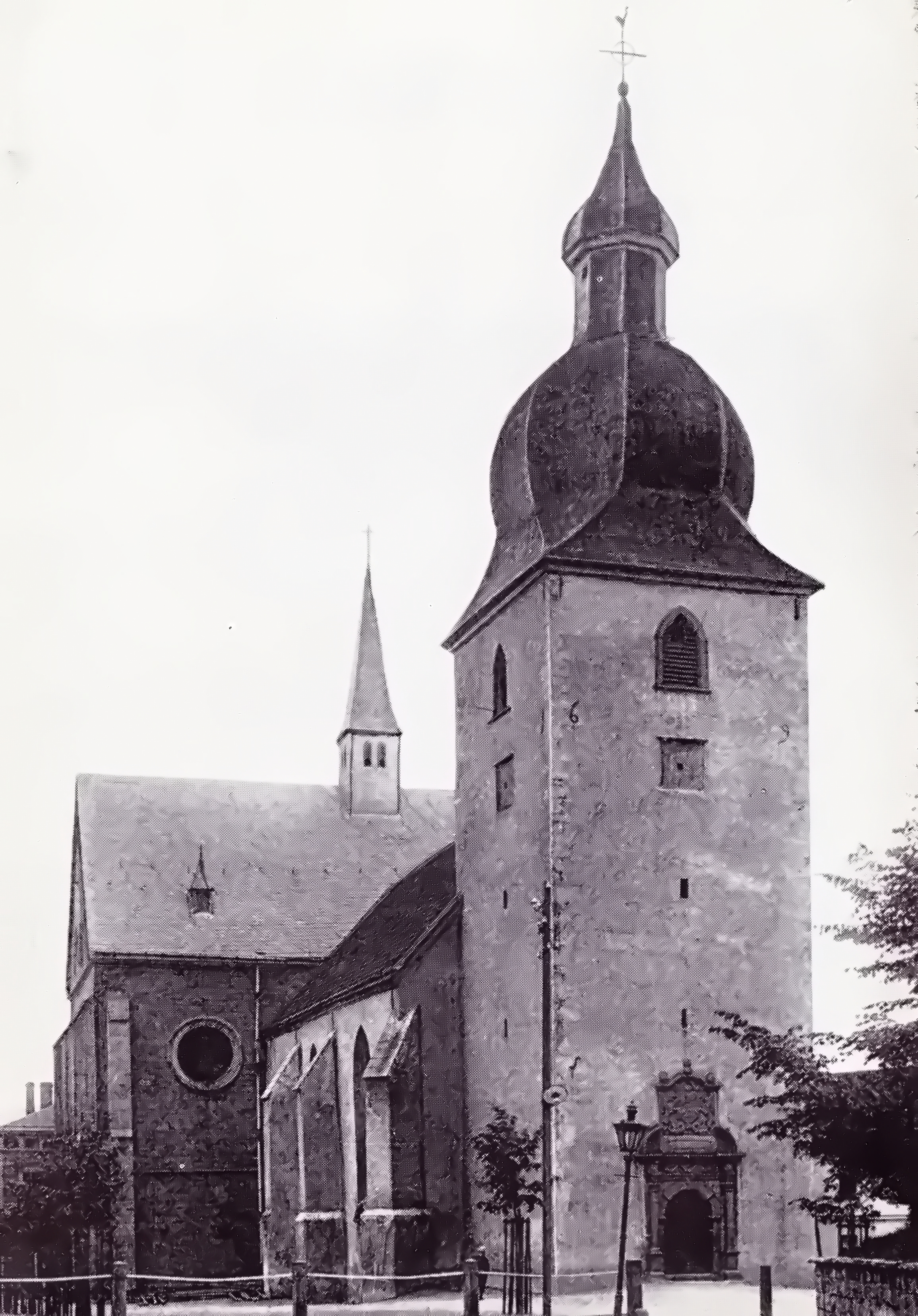
Vorgängerkirche um 1900

Es wird vermutet, dass Teile der 1914 abgebrochenen Vorgängerkirche, die an der Stelle der heutigen Kirche stand, vor dem 14. Jahrhundert errichtet wurden.
Die Grundsteinlegung für den im Jahr 1917 fertiggestellten Neubau erfolgte am 12. Juli 1914. Durch Ausbruch des Ersten Weltkriegs verzögerten sich die Bauarbeiten. Sankt Kilian wurde am 11. November 1917 durch den Paderborner Weihbischof Heinrich Hähling von Lanzenauer geweiht.

## Gebäude

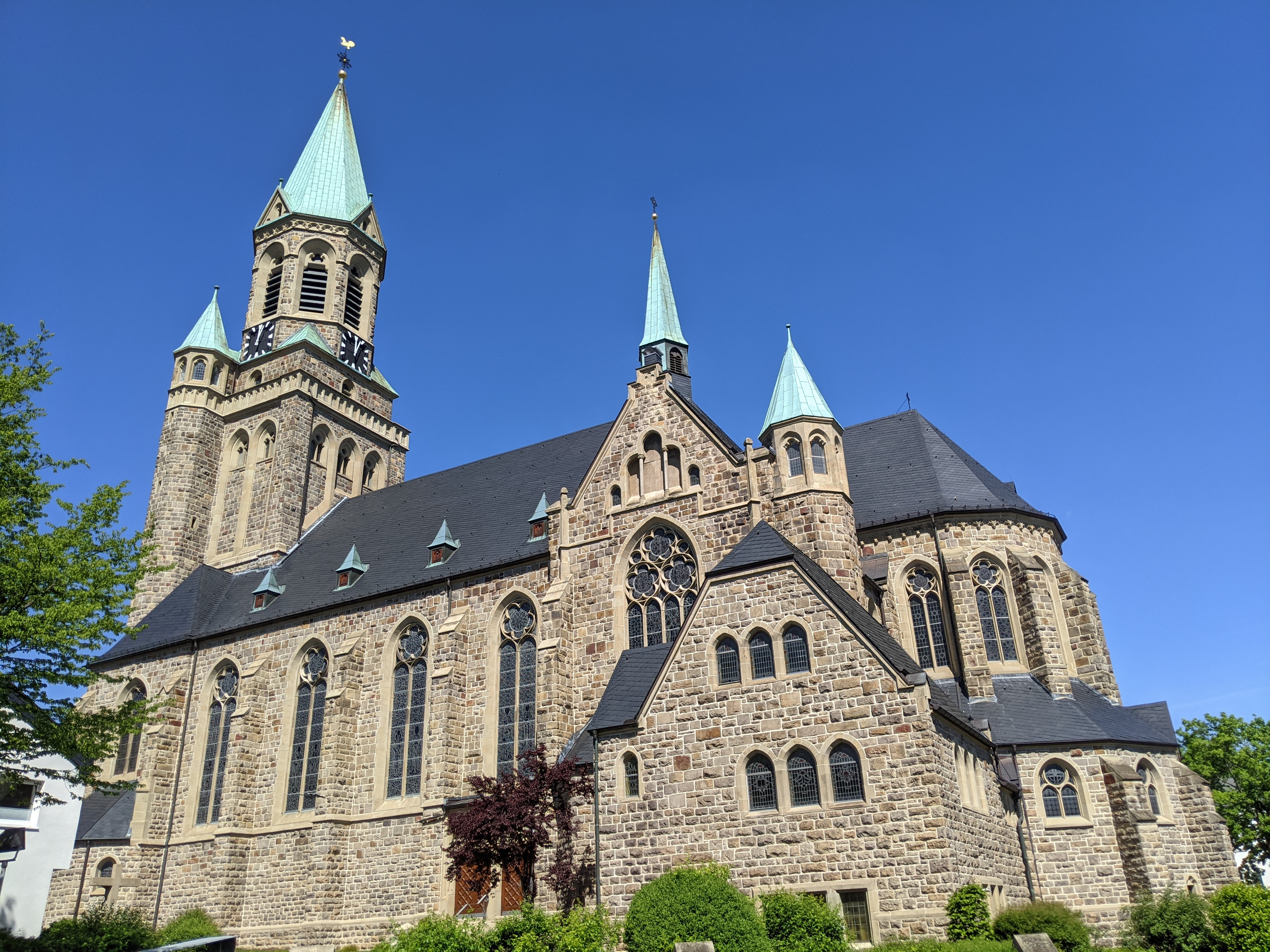
Ansicht von Süden

Die Kirche wurde aus Westhofener Sandstein erbaut. Im Außenbereich des Gebäudes finden sich rohe Rustikaquader, im Inneren behauener Sandstein. Die Hallenkirche ist dreischiffig. Der Nordwestturm hat eine Höhe von 73 Metern, wovon die Höhe des Turmhelms 19 Meter ausmacht. 
Die Kirche wird durch das Turmportal betreten. Dem Turm folgt ein vierjochiges Langhaus mit angedeutetem Querschiff. Dem abschließenden Chor ist seitlich eine zweigeschossige Sakristei vorgesetzt.
Architekt Joseph Buchkremer entwarf die Kirche im Bautypus westfälischer Hallenkirchen mit rheinischen Bautraditionen.
1978 erfolgte eine große Außenrenovierung, da der Sandstein durch Verwitterung angegriffen war. Der Innenraum wurde in diesem Zuge grundlegend restauriert und den liturgischen Reformen des Zweiten Vatikanischen Konzils angepasst. Ausführender Architekt war Heinrich Stiegemann aus Warstein.
Die Ausstattung der Kirche ist kunsthistorisch dokumentiert.

## Orgel

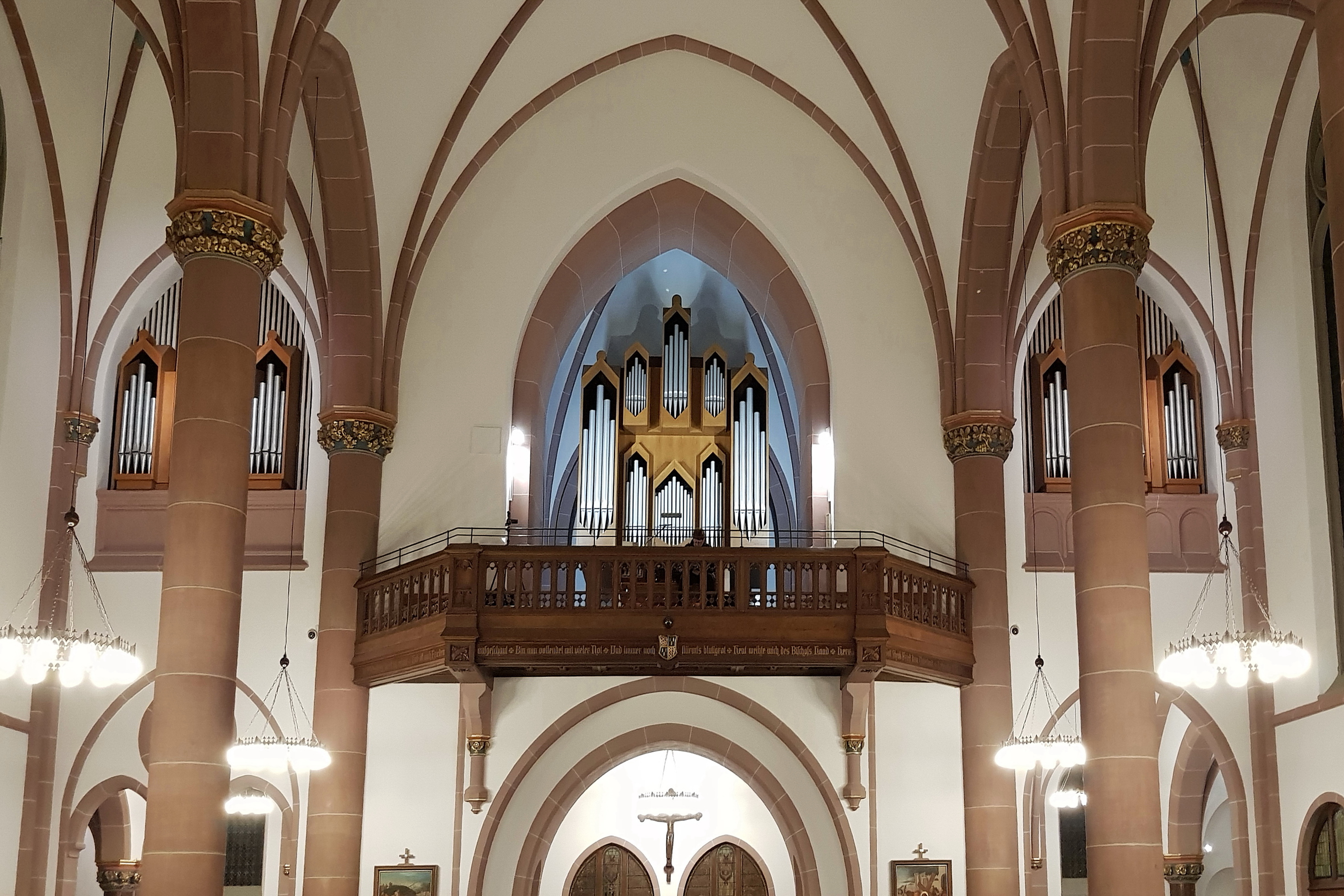
Empore mit dreiteiligem Orgelprospekt

Die Orgel wurde 1938 von dem Orgelbauer Anton Feith (Paderborn) neu erbaut und 1979 durch den Orgelbauer Siegfried Sauer (Höxter) umgebaut. Im Jahr 2001 erfolgte eine Renovierung durch die Gebrüder Stockmann. Das Schleifladen-Instrument hat 49 Register auf drei Manualwerken und Pedal. Das Pedal und das Schwellwerk stehen auf den Seitenemporen, Haupt- und Oberwerk stehen im Hauptgehäuse auf der Mittelempore. Der Spieltisch hat vier Manuale. Das vierte Manualwerk soll die Ansteuerung einer Chororgel ermöglichen, die zu einem späteren Zeitpunkt gebaut werden sollte.
| I Hauptwerk C–g3 |                |        |
| 01.              | Prinzipal      | 16′    |
| 02.              | Prinzipal      | 08′    |
| 03.              | Holzflöte      | 08′    |
| 04.              | Praestant      | 04′    |
| 05.              | Querflöte      | 04′    |
| 06.              | Quinte         | 02 ⁄3′ |
| 07.              | Superoktave    | 02′    |
| 08.              | Cornett III–IV |        |
| 09.              | Mixtur V–VI    | 01 ⁄3′ |
| 10.              | Trompete       | 08′    |
| 11.              | Zink           | 04′    |
|                  | Tremulant      |        |

| II Schwellwerk C–g3 |                 |         |
| 12.                 | Stillgedeckt    | 16′     |
| 13.                 | Ital. Prinzipal | 08′     |
| 14.                 | Zartgeige       | 08′     |
| 15.                 | Schwebung       | 08′     |
| 16.                 | Gedackpommer    | 08′     |
| 17.                 | Spitzflöte      | 08′     |
| 18.                 | Sing. Prinzipal | 04′     |
| 19.                 | Blockflöte      | 04′     |
| 20.                 | Gemsquinte      | 02 ⁄3′  |
| 21.                 | Nachthorn       | 02′     |
| 22.                 | Terzflöte       | 01 3⁄5′ |
| 23.                 | Sifflöte        | 01′     |
| 24.                 | Scharff IV      |         |
| 25.                 | Trompete harm.  | 08′     |
| 26.                 | Singend Regal   | 08′     |
|                     | Tremulant       |         |

| III Oberwerk C–g3 |             |         |
| 27.               | Gedeckt     | 08′     |
| 28.               | Quintatön   | 08′     |
| 29.               | Dulciana    | 08′     |
| 30.               | Prinzipal   | 04′     |
| 31.               | Rohrflöte   | 04′     |
| 32.               | Koppelflöte | 02′     |
| 33.               | Superquinte | 01 ⁄3′  |
| 34.               | Terzsept II | 01 3⁄5′ |
| 35.               | Zymbel II   | 01⁄2′   |
| 36.               | Rankett     | 16′     |
| 37.               | Oboe        | 08′     |
|                   | Tremulant   |         |

| Pedal C–f1 |               |         |
| 38.        | Prinzipalbaß  | 16′     |
| 39.        | Violon        | 16′     |
| 40.        | Subbaß        | 16′     |
| 41.        | Quintbaß      | 10 2⁄3′ |
| 42.        | Oktavbaß      | 08′     |
| 43.        | Baßflöte      | 08′     |
| 44.        | Choralbaß     | 04′     |
| 45.        | Bauernflöte   | 02′     |
| 46.        | Hintersatz IV |         |
| 47.        | Posaune       | 16′     |
| 48.        | Dulcian       | 16′     |
| 49.        | Trompete      | 08′     |

- Koppeln I/I (Sub- und Superoktavkoppel), II/I, III/I, III/II, IV/I, I/P, II/P, III/P

## Geläut
Das Geläut der Kirche besteht aus vier Gussstahlglocken des Bochumer Vereins, gegossen 1948. Das Geläut ist gestimmt auf die Töne as0, b0, c1 und es1, und war an stark gekröpften Stahljochen aufgehängt, was den Klang der Glocken negativ beeinflusste. Seit Januar 2019 wird die Läuteanlage von der Glockengießerei Petit & Gebr. Edelbrock in Gescher saniert, wobei die Glocken künftig an geraden Holzjochen in einem Eichenholz-Glockenstuhl läuten. Zum 100. Kirchweihjubiläum 2017 wurden zwei kleine Bronzeglocken für den Dachreiter angeschafft, die zukünftig zum Angelus und zur Wandlung läuten sollen.

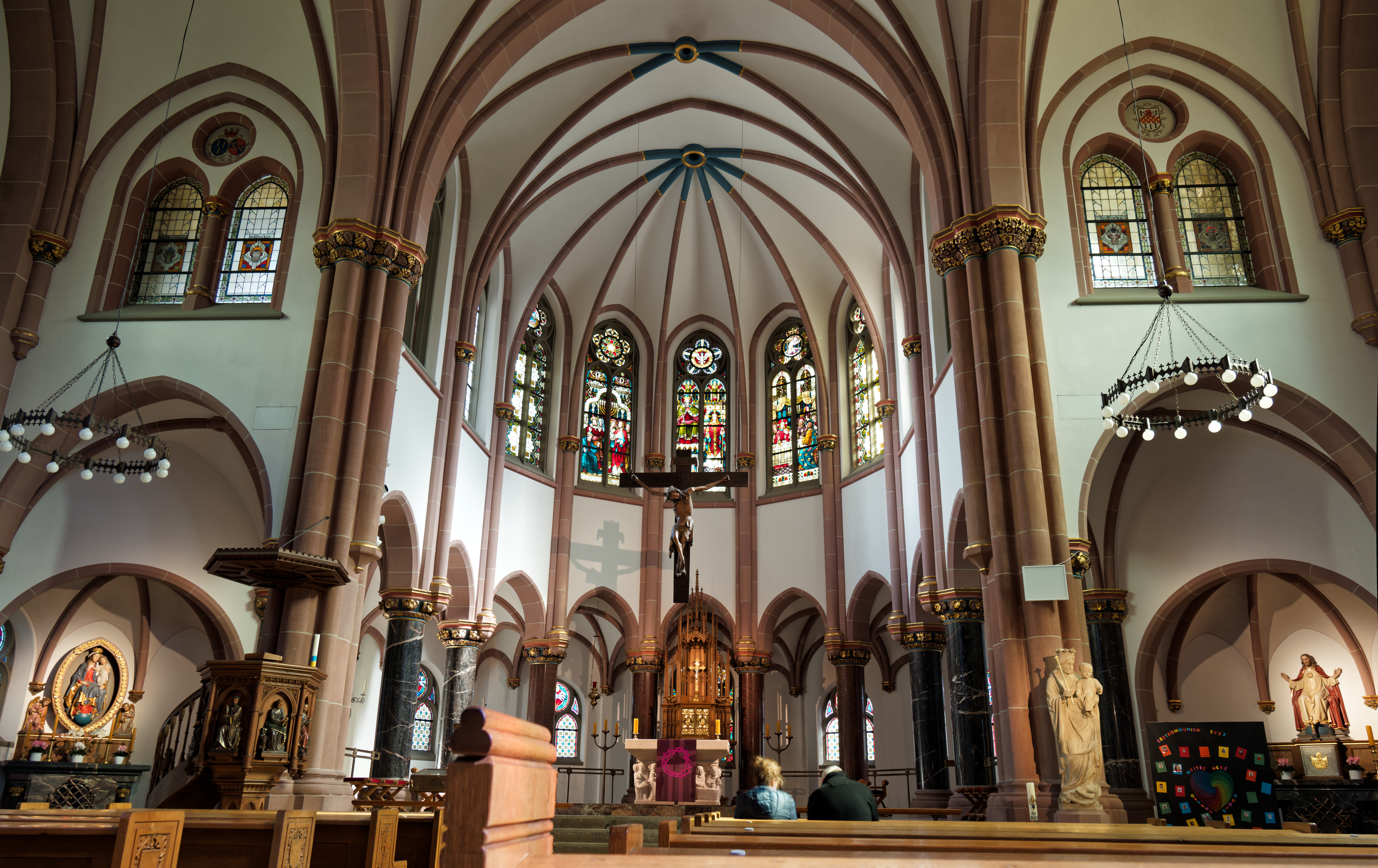
Chor und Seitenaltäre

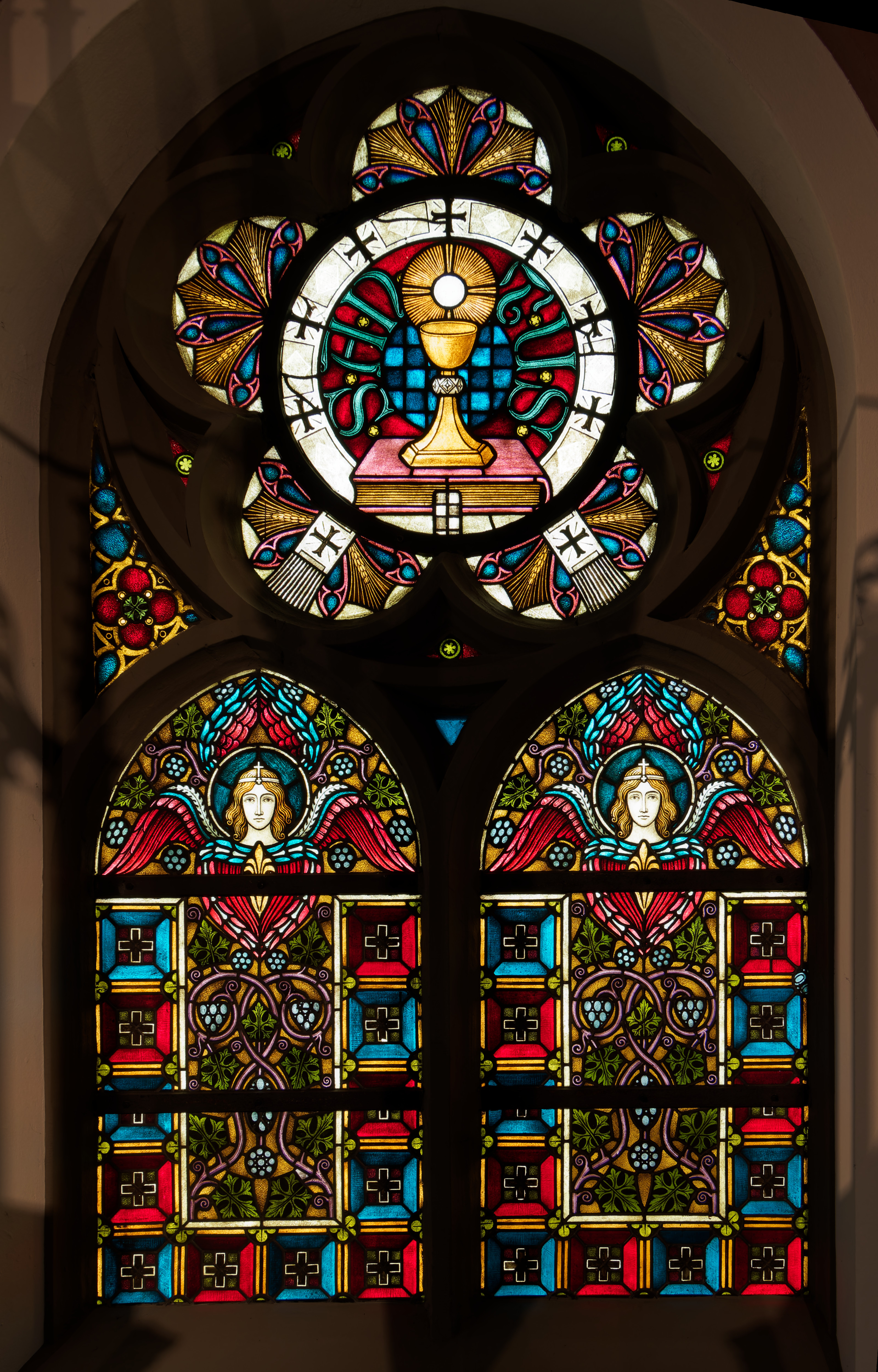
Fenster im Chorumgang hinter dem Altar

## Besonderheiten
In St. Kilian befindet sich eine Reliquie des Papstes Johannes Paul II. Die in einem kreuzförmigen Reliquiar befindliche Reliquie ist im Kilianaltar aufgestellt.